# Vektorbündel

Die obere Grafik zeigt den Kreis mit einigen seiner Tangentialräume. Die zweite Grafik fasst die Tangentialräume zum Tangentialbündel, einem besonderen Vektorbündel zusammen.

Illustration des Vektorbündels. Hier ist der Totalraum und der Basisraum. Die Abbildung projiziert jede Gerade auf den Punkt. Der Raum wird Faser über genannt. Außerdem ist der Totalraum die Vereinigung aller Fasern.

Vektorbündel oder manchmal auch Vektorraumbündel sind Familien von Vektorräumen, die durch die Punkte eines topologischen Raumes parametrisiert sind. Vektorbündel gehören damit auch zu den Faserbündeln. Existiert zu jedem Vektorraum des Vektorbündels eine Menge von Basen, so kann auch diese Menge ein Faserbündel bilden. Man spricht dann von Rahmen- oder auch Reperbündeln. Diese speziellen Faserbündel sind zugleich auch Hauptfaserbündel.
Anschaulich besteht ein Vektorbündel aus je einem Vektorraum für jeden Punkt des Basisraumes. Da Vektorräume gleicher Dimension jedoch stets isomorph sind, liegt die wesentliche Information in den Beziehungen zwischen diesen Vektorräumen. Das bekannteste Beispiel für ein Vektorbündel ist das Tangentialbündel einer differenzierbaren Mannigfaltigkeit. Der Zusammenhang zwischen den verschiedenen Tangentialräumen, also den Vektorräumen zu den einzelnen Punkten, äußert sich beispielsweise in der Frage, ob ein Vektorfeld differenzierbar ist.
Die Frage, wie Vektorbündel auf einem Raum aussehen können, hängt eng mit globalen topologischen Eigenschaften des Raumes zusammen. Nicht-isomorphe Vektorbündel können oft durch ihre charakteristischen Klassen unterschieden werden.

## Definitionen

### Vektorbündel
Sei {\displaystyle \mathbb {K} ^{n}} ein reeller beziehungsweise komplexer n-dimensionaler Vektorraum. Ein reelles beziehungsweise komplexes Vektorbündel vom Rang {\displaystyle n} ist ein Tripel {\displaystyle (E,B,\pi )}, bestehend aus topologischen Räumen {\displaystyle E} (Totalraum) und {\displaystyle B} (Basis) sowie einer stetigen surjektiven Abbildung {\displaystyle \pi \colon E\to B}, so dass gilt:
- Für jeden Punkt {\displaystyle x} von {\displaystyle B} trägt die Faser {\displaystyle E_{x}:=\pi ^{-1}(x)} von {\displaystyle E} über {\displaystyle x} die Struktur eines reellen beziehungsweise komplexen n-dimensionalen Vektorraums.
- „Lokale Trivialität“: Zu jedem Punkt {\displaystyle x\in B} existiert eine Umgebung {\displaystyle U} von {\displaystyle x} und ein Homöomorphismus

{\displaystyle \psi \colon U\times \mathbb {K} ^{n}\to E|_{U}:=\pi ^{-1}(U)\subseteq E},
der mit {\displaystyle \pi } kompatibel ist, das heißt {\displaystyle \pi \circ \psi =\operatorname {pr} _{1}}, und für den
{\displaystyle \psi _{y}\colon \{y\}\times \mathbb {K} ^{n}\to E_{y}}
für jedes {\displaystyle y} in {\displaystyle U} ein Isomorphismus von Vektorräumen ist. Dabei bezeichnet {\displaystyle \operatorname {pr} _{1}} die Projektion auf den ersten Faktor. Ein solches {\displaystyle \psi } heißt lokale Trivialisierung.
Ein Vektorbündel {\displaystyle (E,B,\pi )} heißt trivial, wenn es eine Trivialisierung mit {\displaystyle U=B} gibt. {\displaystyle (B\times \mathbb {K} ^{n},B,\operatorname {pr} _{1})} ist ein triviales Vektorbündel.
In verkürzter Ausdrucksweise spricht man oft vom „Vektorbündel {\displaystyle \pi \colon E\to B}“, womit das Tripel {\displaystyle (E,B,\pi )} implizit benannt wird.

### Geradenbündel
Ein Vektorbündel mit Rang 1 wird Geradenbündel (als Fehlübersetzung aus dem Englischen auch Linienbündel) genannt.

## Beispiele

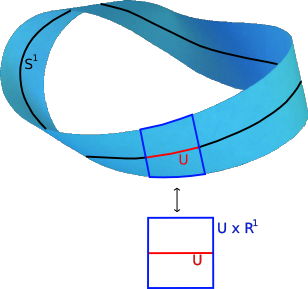
Das Möbiusband als ein Vektorbündel über dem Kreis

- Das Tangentialbündel einer differenzierbaren Mannigfaltigkeit ist ein Vektorbündel bestehend aus den Tangentialräumen der Mannigfaltigkeit. Entsprechend ist auch das Kotangentialbündel bestehend aus den Kotangentialräumen – also den Dualräumen der Tangentialräume – ein Vektorbündel.
- Das Möbiusband ist ein Geradenbündel über der 1-Sphäre (Kreis) {\displaystyle S^{1}}. Lokal ist es homöomorph zu {\displaystyle U\times \mathbb {R} }, wobei {\displaystyle U} eine offene Teilmenge von {\displaystyle S^{1}} ist. Allerdings ist das Möbiusband nicht homöomorph zu {\displaystyle S^{1}\times \mathbb {R} }, was ein Zylinder wäre.
- Der Raum der Differentialformen ist als Bündel der äußeren Algebra auch ein Vektorbündel.
- Das {\displaystyle (r,s)}-Tensorbündel ist ebenfalls ein Vektorbündel, das die zuvor gelisteten Vektorbündel als Spezialfälle umfasst.

## Homomorphismus von Vektorbündeln

### Homomorphismus
Ein Vektorbündelhomomorphismus von dem Vektorbündel {\displaystyle \pi _{1}\colon E_{1}\to B_{1}} in das Vektorbündel {\displaystyle \pi _{2}\colon E_{2}\to B_{2}} ist ein Paar {\displaystyle (f,g)} von stetigen Abbildungen {\displaystyle f\colon E_{1}\to E_{2}} und {\displaystyle g\colon B_{1}\to B_{2}}, so dass
- {\displaystyle g\circ \pi _{1}=\pi _{2}\circ f} gilt und
- die Einschränkung {\displaystyle f|_{\pi _{1}^{-1}(\{x\})}\colon \pi _{1}^{-1}(\{x\})\to \pi _{2}^{-1}(\{g(x)\})} für jedes {\displaystyle x\in B_{1}} eine lineare Abbildung ist.

Oftmals wird ein Vektorbündelhomomorphismus kurz als Bündelhomomorphismus oder als Homomorphismus bezeichnet.

### Isomorphismus
Ein Vektorbündelhomomorphismus {\displaystyle (f,g)} von {\displaystyle \pi _{1}\colon E_{1}\to B_{1}} nach {\displaystyle \pi _{2}\colon E_{2}\to B_{2}} ist ein Vektorbündelisomorphismus, falls {\displaystyle f} und {\displaystyle g} Homöomorphismen sind und die induzierte lineare Abbildung {\displaystyle \pi _{1}^{-1}(\{x\})\to \pi _{2}^{-1}(\{g(x)\})} ein Vektorraumisomorphismus ist.

### Beispiel
Betrachtet man den Kreis {\displaystyle S^{1}} als Mannigfaltigkeit, dann ist das Tangentialbündel {\displaystyle TS^{1}\to S^{1}} vom {\displaystyle S^{1}} isomorph zu dem trivialen Vektorbündel {\displaystyle S^{1}\times \mathbb {R} \to S^{1}}. Der Homöomorphismus zwischen den Basisräumen ist die identische Abbildung und der zwischen den Totalräumen lautet
{\displaystyle (e^{i\theta },ite^{i\theta })\mapsto (e^{i\theta },t)}
für {\displaystyle e^{i\theta }\in S^{1}} und {\displaystyle t\in \mathbb {R} }.

## Unterstrukturen

### Untervektorbündel
Mit {\displaystyle E_{x}} werden die Fasern des Vektorbündels {\displaystyle \pi \colon E\to B} am Punkt {\displaystyle x\in B} bezeichnet. Ein Untervektorbündel des Vektorbündels {\displaystyle \pi \colon E\to B} besteht aus einem topologischen Teilraum {\displaystyle U\subset E} bestehend aus einer Familie von Untervektorräumen {\displaystyle U_{x}} von {\displaystyle E_{x}}, so dass {\displaystyle \pi _{U}\colon U\to B} ein eigenes Vektorbündel ist.

### Eingeschränktes Vektorbündel
Mit {\displaystyle E_{x}} werden wieder die Fasern des Vektorbündels {\displaystyle \pi \colon E\to B} am Punkt {\displaystyle x\in B} bezeichnet und {\displaystyle D\subset B} bezeichnet einen topologischen Teilraum. Das auf {\displaystyle D} eingeschränkte Vektorbündel {\displaystyle \pi _{D}\colon E_{D}\to D} ist definiert durch
{\displaystyle E_{D}:=E|_{D}:=\bigcup _{m\in D}E_{m}\quad {\text{und}}\quad \pi _{D}:=\pi |_{D}}.
Das eingeschränkte Vektorbündel ist ein eigenständiges Vektorbündel bezüglich des topologischen Teilraums {\displaystyle D}.

## Konstruktionen mit Vektorbündeln

### Zurückgezogenes Vektorbündel
Für ein Vektorbündel {\displaystyle \pi \colon E\to B} und eine stetige Abbildung {\displaystyle f\colon B_{1}\to B} definiert man das zurückgezogene Vektorbündel (engl.: "pull-back" oder "induced bundle", siehe auch Rücktransport) als das Bündel über {\displaystyle B_{1}} mit Totalraum
{\displaystyle f^{*}E:=\left\{(b,e)\in B_{1}\times E\colon f(b)=\pi (e)\right\}}
und Projektion {\displaystyle \pi _{1}(b,e)=b}. Die Vektorraum-Struktur wird definiert durch {\displaystyle t_{1}(b,e_{1})+t_{2}(b,e_{2})=(b,t_{1}e_{1}+t_{2}e_{2})}. Man kann zeigen, dass dies wieder ein lokal triviales Vektorbündel definiert.
Für die durch {\displaystyle {\hat {f}}(b,e)=e} definierte Abbildung {\displaystyle {\hat {f}}\colon f^{*}E\to E} gilt also {\displaystyle \pi \circ {\hat {f}}=f\circ \pi _{1}} und für jedes {\displaystyle b\in B_{1}} induziert {\displaystyle {\hat {f}}} einen Vektorraum-Isomorphismus {\displaystyle \pi _{1}^{-1}(b)\to \pi ^{-1}(f(b))}.
Für jede Bündelabbildung {\displaystyle {\hat {g}}\colon E_{1}\to E_{2}} hat man einen Isomorphismus {\displaystyle E_{1}=g^{*}E_{2}}, wobei {\displaystyle g\colon B_{1}\to B_{2}} die zu {\displaystyle {\hat {g}}} gehörende Abbildung der Basen ist.

### Direktes Produkt, Whitney-Summe, Tensorprodukt
Für zwei Vektorbündel {\displaystyle \pi _{i}\colon E_{i}\to B_{i},i=1,2} definiert man das direkte Produkt als
{\displaystyle \pi _{1}\times \pi _{2}\colon E_{1}\times E_{2}\to B_{1}\times B_{2},}
wobei jede Faser {\displaystyle (\pi _{1}\times \pi _{2})^{-1}(b_{1},b_{2})=\pi _{1}^{-1}(b_{1})\times \pi _{2}^{-1}(b_{2})} mit der Vektorraum-Struktur als direkte Summe der Vektorräume {\displaystyle \pi _{1}^{-1}(b_{1})} und {\displaystyle \pi _{2}^{-1}(b_{2})} versehen wird.
Seien jetzt {\displaystyle \pi _{1},\pi _{2}} Vektorbündel über derselben Basis, also {\displaystyle B_{1}=B_{2}=B}. Ihre Whitney-Summe wird dann mit Hilfe der Diagonal-Abbildung {\displaystyle d\colon B\to B\times B} definiert als zurückgezogenes Bündel
{\displaystyle \pi _{1}\oplus \pi _{2}:=d^{*}(\pi _{1}\times \pi _{2})}.
Die Whitney-Summe ist also gerade das Vektorbündel über {\displaystyle B}, dessen Faser über {\displaystyle b\in B} die direkte Summe {\displaystyle \pi _{1}^{-1}(b)\oplus \pi _{2}^{-1}(b)} ist.
Analog wird das Tensorprodukt {\displaystyle \pi _{1}\otimes \pi _{2}} definiert als das Vektorbündel, dessen Faser über {\displaystyle b\in B} das Tensorprodukt {\displaystyle \pi _{1}^{-1}(b)\otimes \pi _{2}^{-1}(b)} ist.

## Weitere Objekte bei Vektorbündeln

### Schnitt
Ist {\displaystyle U} eine offene Teilmenge von {\displaystyle B}, so heißt eine Abbildung
{\displaystyle s\colon U\rightarrow E|_{U}\,,}
für die {\displaystyle \pi \circ s=\operatorname {id} |_{U}} gilt, ein Schnitt von {\displaystyle E} über {\displaystyle U}. Die Menge {\displaystyle \Gamma (U,E)} aller Schnitte von {\displaystyle E} über {\displaystyle U} bildet einen Vektorraum.

### Rahmen
Unter einem Rahmen (englisch frame, französisch repère) versteht man eine Art Basis eines Vektorbündels. Es handelt sich um n linear unabhängige Vektoren zu jeder Faser. Diese Vektoren bilden also an jedem Punkt eine Basis der Faser. Präzise bedeutet dies:
Sei {\displaystyle \pi \colon E\to B} ein Vektorbündel mit Rang {\displaystyle n} und sei {\displaystyle U\subset B} eine offene Teilmenge des Basisraums. Ein lokales Reper oder Rahmen von {\displaystyle E} über {\displaystyle U} ist ein geordnetes n-Tupel {\displaystyle (\sigma _{1},\ldots ,\sigma _{n})}. 
Für alle {\displaystyle i} ist {\displaystyle \sigma _{i}} ein Schnitt in {\displaystyle E} über {\displaystyle U}, so dass {\displaystyle (\sigma _{1}(p),\ldots ,\sigma _{n}(p))} eine Basis der Faser {\displaystyle E_{p}} für alle {\displaystyle p\in U} bildet. Falls man {\displaystyle U=B} wählen kann, so spricht man von einem globalen Rahmen.

## Vektorbündel mit zusätzlichen Strukturen

### Differenzierbares Vektorbündel
Sei {\displaystyle \pi \colon E\to B} ein Vektorbündel. Sind {\displaystyle E} und {\displaystyle B} differenzierbare Mannigfaltigkeiten und sind die Projektion {\displaystyle \pi } sowie die Trivialisierungen {\displaystyle \psi } differenzierbar, so heißt das Vektorbündel differenzierbar. Es heißt glatt, wenn die Mannigfaltigkeiten glatt sind und die Abbildungen beliebig oft differenzierbar sind.

### Holomorphes Vektorbündel
Ein holomorphes Vektorbündel ist ein komplexes Vektorbündel {\displaystyle \pi \colon E\to M} über einer komplexen Mannigfaltigkeit {\displaystyle M}, so dass der Totalraum {\displaystyle E} eine komplexe Mannigfaltigkeit und die Projektion {\displaystyle \pi } eine holomorphe Abbildung ist.

### G-Vektorbündel
Sei {\displaystyle G} eine Gruppe. Wenn {\displaystyle E} und {\displaystyle B} G-Räume sind, dann ist ein Vektorbündel {\displaystyle \pi \colon E\to B} ein G-Vektorbündel falls die Gruppenwirkung
{\displaystyle g\colon E_{x}\rightarrow E_{gx}}
für alle {\displaystyle g\in G,x\in B} eine lineare Abbildung ist.

## Klassifizierender Raum und klassifizierende Abbildung
Der klassifizierende Raum für {\displaystyle k}-dimensionale reelle Vektorbündel ist die Graßmann-Mannigfaltigkeit der {\displaystyle k}-dimensionalen Unterräume im {\displaystyle \mathbb {R} ^{\infty }}, diese wird als {\displaystyle BO(k)} bezeichnet. Das bedeutet: jedes {\displaystyle k}-dimensionale reelle Vektorbündel {\displaystyle E\to B} ist von der Form {\displaystyle f^{*}\gamma ^{k}} für eine stetige Abbildung {\displaystyle f\colon M\to BO(k)} (die sogenannte klassifizierende Abbildung des Bündels) und das tautologische Bündel {\displaystyle \gamma ^{k}\to BO(k)}, und zwei Bündel sind isomorph genau dann, wenn ihre klassifizierenden Abbildungen homotop sind.
Analog ist {\displaystyle BU(k)}, die Graßmann-Mannigfaltigkeit der {\displaystyle k}-dimensionalen Unterräume im {\displaystyle \mathbb {C} ^{\infty }}, der klassifizierende Raum für {\displaystyle k}-dimensionale komplexe Vektorbündel.

## Stabile Vektorbündel
Zwei Vektorbündel {\displaystyle E\to B} und {\displaystyle F\to B} heißen stabil äquivalent, wenn es triviale Vektorbündel {\displaystyle G\to B,H\to B} (nicht notwendig derselben Dimension) mit
{\displaystyle E\oplus G\cong F\oplus H}
gibt. Die Äquivalenzklassen dieser Äquivalenzrelation werden als stabile Vektorbündel bezeichnet. (Diese Definition steht in keinem Zusammenhang mit dem Begriff der stabilen Vektorbündel in der Algebraischen Geometrie.)
Es seien {\displaystyle BO=\cup BO(k)} und {\displaystyle BU=\cup BU(k)} die aufsteigenden Vereinigungen (d. h. die Kolimiten bzgl. der mittels {\displaystyle Gr(k,2k)\subset Gr(k+1,2k+2)} definierten Inklusionen {\displaystyle BO(k)\subset BO(k+1)} und {\displaystyle BU(k)\subset BU(k+1)}), dann kann man zu einem Vektorbündel {\displaystyle E\to B} und seiner klassifizierenden Abbildung {\displaystyle B\to BO(k)} bzw. {\displaystyle B\to BU(k)} die Komposition mit der Inklusion {\displaystyle BO(k)\to BO} bzw. {\displaystyle BU(k)\to BU} betrachten. Zwei Vektorbündel sind genau dann stabil äquivalent, wenn die entsprechenden Abbildungen {\displaystyle B\to BO} bzw. {\displaystyle B\to BU} homotop sind.

## Vektorbündel in der algebraischen Geometrie

### Definition
Für (algebraische) Vektorbündel in der algebraischen Geometrie sind {\displaystyle E} und {\displaystyle B} Schemata, {\displaystyle E_{x}} ist für alle Punkte {\displaystyle x} von {\displaystyle B} ein {\displaystyle \kappa (x)}-Vektorraum, und die lokalen Trivialisierungen sind Isomorphismen
{\displaystyle U\times A^{n}\to E|_{U}}
Meist ist mit „Vektorbündel“ in der algebraischen Geometrie jedoch eine lokal freie Garbe gemeint (s. u.).

### Lokalfreie Garbe
Es sei {\displaystyle (X,O_{X})} ein lokal geringter Raum, z. B. ein topologischer Raum mit der Garbe der stetigen reell- oder komplexwertigen Funktionen, eine differenzierbare Mannigfaltigkeit mit der Garbe der {\displaystyle C^{\infty }}-Funktionen oder ein Schema.
Eine lokal freie Garbe ist ein {\displaystyle O_{X}}-Modul {\displaystyle M}, der lokal isomorph zu einem freien {\displaystyle O_{X}}-Modul ist, d. h. {\displaystyle X} kann durch offene Mengen {\displaystyle U} überdeckt werden, für die {\displaystyle M|_{U}} isomorph zu einer direkten Summe von Kopien von {\displaystyle O_{X}|_{U}} ist.

### Lokalfreie Garben und Vektorbündel
Die beiden folgenden Konstruktionen liefern im Fall von topologischen Räumen oder differenzierbaren Mannigfaltigkeiten eine Äquivalenz der Kategorien von lokal freien Garben sowie Vektorbündeln auf {\displaystyle X} (der Einfachheit der Notation halber ist der Fall von reellen Vektorbündeln über einem topologischen Raum beschrieben):
- Einem Vektorbündel wird die Garbe seiner Schnitte zugeordnet.
- Einer lokal freien Garbe {\displaystyle M} wird die disjunkte Vereinigung {\displaystyle E} ihrer Fasern {\displaystyle M_{x}/m_{x}M_{x}} zugeordnet. Wir wählen eine offene Überdeckung {\displaystyle (U_{i})} von {\displaystyle X}, so dass {\displaystyle M} auf jedem {\displaystyle U_{i}} trivial wird. Eine Trivialisierung definiert {\displaystyle n} nirgends verschwindende Schnitte von {\displaystyle M} über {\displaystyle U_{i}}, die fasernweise eine Basis bilden. Diese definieren eine Abbildung

{\displaystyle U_{i}\times \mathbb {R} ^{n}\to E},
und wir definieren die Topologie auf {\displaystyle E} dadurch, dass wir fordern, dass diese Abbildungen Homöomorphismen sind. Sie ist wohldefiniert, da sich diese Abbildungen über dem Schnitt zweier Mengen {\displaystyle U_{i}} und {\displaystyle U_{j}} nur um einen Homöomorphismus (genauer gesagt einen stetig variierenden Vektorraumautomorphismus von {\displaystyle \mathbb {R} ^{n}}) unterscheiden.
Im Fall der algebraischen Geometrie ist diese Konstruktion etwas einfacher: das Bündel zu einer lokalfreien Garbe {\displaystyle E} ist
{\displaystyle {\bf {V}}(E^{or}):={\bf {Spec}}S(E^{or})}
dabei bezeichnet {\displaystyle S} die symmetrische Algebra und {\displaystyle {\bf {Spec}}} das Algebrenspektrum.

## Weiterführende Begriffe
- Die Untersuchung so genannter stabiler Äquivalenzklassen von Vektorbündeln ist Gegenstand der K-Theorie.
- Auf algebraischen Kurven haben (semi-)stabile Vektorbündel besonders gute Eigenschaften.